# Vuelo 27 de National Airlines
El vuelo 27 de National Airlines fue un vuelo de pasajeros programado entre Miami, Florida, y San Francisco, California, en los Estados Unidos, con escalas intermedias en Nueva Orleans, Houston y Las Vegas.
El 3 de noviembre de 1973, la aeronave involucrada, un McDonnell Douglas DC-10-10 con matrícula N60NA (como Barbara), sufrió una falla de motor no controlada, lo que le causó daños significativos. Posteriormente, la aeronave logró realizar un aterrizaje de emergencia sin problemas en el Aeropuerto Internacional Sunport de Albuquerque. Un pasajero falleció tras ser expulsado del avión a altitud de crucero, además de sufrir heridas leves otros veinticuatro pasajeros. Fue el primer accidente mortal con un DC-10.

## Tripulación de vuelo
El capitán del vuelo 27 fue William R. Broocke, de 54 años, que había sido empleado por National Airlines desde 1946 y se había calificado para volar el McDonnell Douglas DC-10 en 1972, acumulando 21.853 horas de vuelo durante su carrera con 801 horas en el DC-10. El primer oficial Edward H. Saunders, de 33 años, había sido empleado por National Airlines desde 1965, con 7.086 horas de vuelo de las cuales 445 horas fueron en el DC-10. El ingeniero de vuelo Golden W. Hanks, de 55 años, empleado por National Airlines desde 1950, con 17.814 horas de vuelo de las cuales 1.252 horas de vuelo fueron en el DC-10.

## Accidente
El 3 de noviembre de 1973, el vuelo 27 despegó de Houston, Texas, con destino al Aeropuerto Internacional Harry Reid. El avión se niveló a 39 000 pies (11 887 m) con una velocidad aerodinámica indicada de unos 300 nudos (345 mph; 556 km/h).
Aproximadamente a las 16:40 MST, mientras la aeronave se encontraba a altitud de crucero, a 65 millas (56 nmi; 105 km) al suroeste de Albuquerque, Nuevo México, el conjunto del ventilador del motor n.º 3 (estribor) se desintegró en una falla catastrófica incontenible. Se informó que el humo llenó la cabina antes de que los fragmentos del conjunto del ventilador penetraran el fuselaje, las góndolas de los motores 1 y 2 y el ala derecha a altas velocidades, lo que provocó que una ventana de la cabina se desprendiera y expulsara al pasajero adyacente de la aeronave. El daño resultante causó la descompresión de la cabina y la pérdida de ciertos sistemas eléctricos e hidráulicos.
La tripulación de vuelo inició un descenso de emergencia y la aeronave aterrizó sin problemas en el Aeropuerto Internacional Sunport de Albuquerque diecinueve minutos después de la falla del motor. 115 pasajeros y 12 tripulantes abandonaron la aeronave utilizando las rampas de evacuación. El avión volvió a operar con National Airlines tras las reparaciones (rebautizado como Suzanne) y posteriormente fue operado por Pan Am (como Clipper Meteor).

## Víctimas
De los 116 pasajeros a bordo, 24 personas fueron atendidas por personal médico de la cercana Base de la Fuerza Aérea de Kirtland por inhalación de humo, problemas de oído y abrasiones menores.
Un pasajerofue parcialmente expulsado por la abertura de la ventana de la cabina, tras ser impactada por fragmentos del motor. Quedó temporalmente sujeto en esa posición por el cinturón de seguridad. «Según un testigo, los intentos de otro pasajero por subirlo de nuevo al avión resultaron infructuosos, y el ocupante del asiento 17H fue posteriormente expulsado por la ventana de la cabina».
La Policía Estatal de Nuevo México y organizaciones locales realizaron una exhaustiva búsqueda del pasajero desaparecido, George F. Gardner, de Beaumont, Texas,quien salió volando por la ventana. Se realizó un análisis computarizado de las posibles trayectorias de caída, lo que redujo el patrón de búsqueda. Sin embargo, la búsqueda fue infructuosa. Un peón de rancho encontró posteriormente unas gafas de sol y una pipa de tabaco mientras trabajaba en un rancho cerca de Álamo, Nuevo México. Entregó los objetos a la policía estatal, donde la familia del pasajero desaparecido los identificó como suyos. Dos años después del incidente, comenzó la construcción del radiotelescopio Very Large Array. Durante la construcción de las vías al norte de la carretera estadounidense 60, el equipo de seguimiento del VLA descubrió restos humanos. Se contactó a la Oficina del Investigador Médico, quien trasladó los restos a Albuquerque para su identificación y determinar la causa de la muerte. Después de casi un año, se determinó que los restos óseos encontrados en el brazo norte del VLA pertenecían al pasajero 17H del vuelo 27.

## Investigación

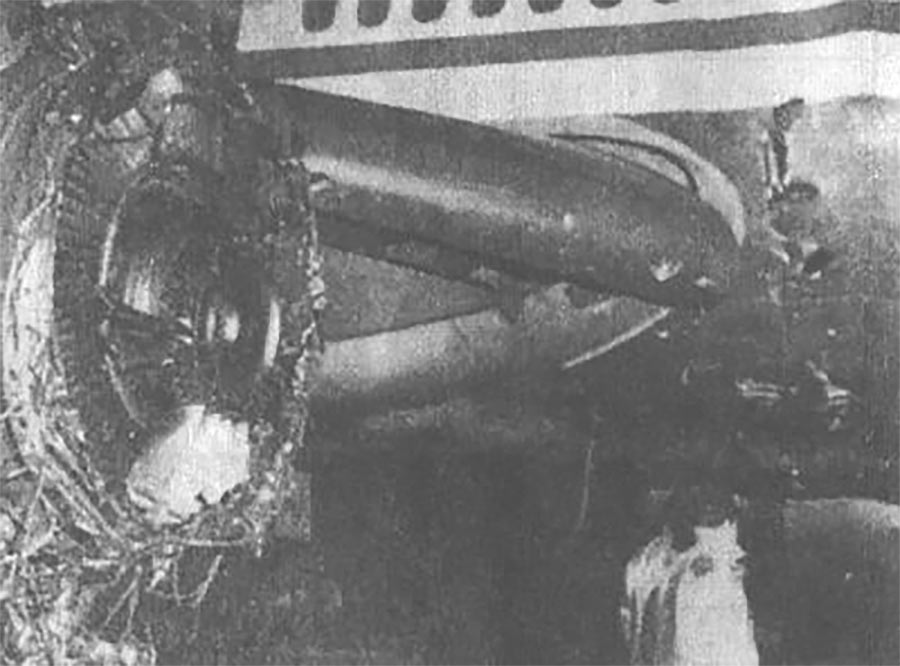
Daños a la aeronave causados por la falla del motor

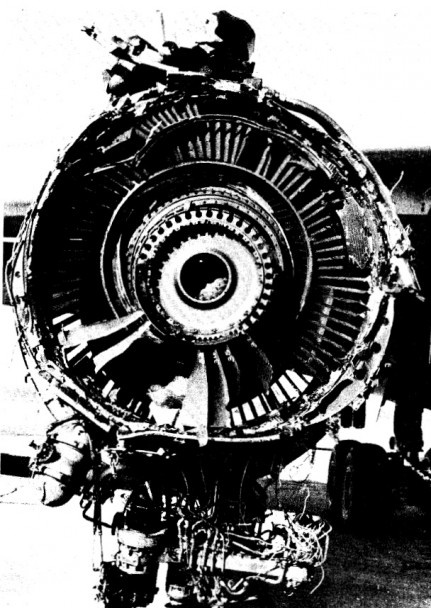
El motor n.° 3 del vuelo 27 (N60NA) después de la falla, mostrando los restos del conjunto del ventilador averiado

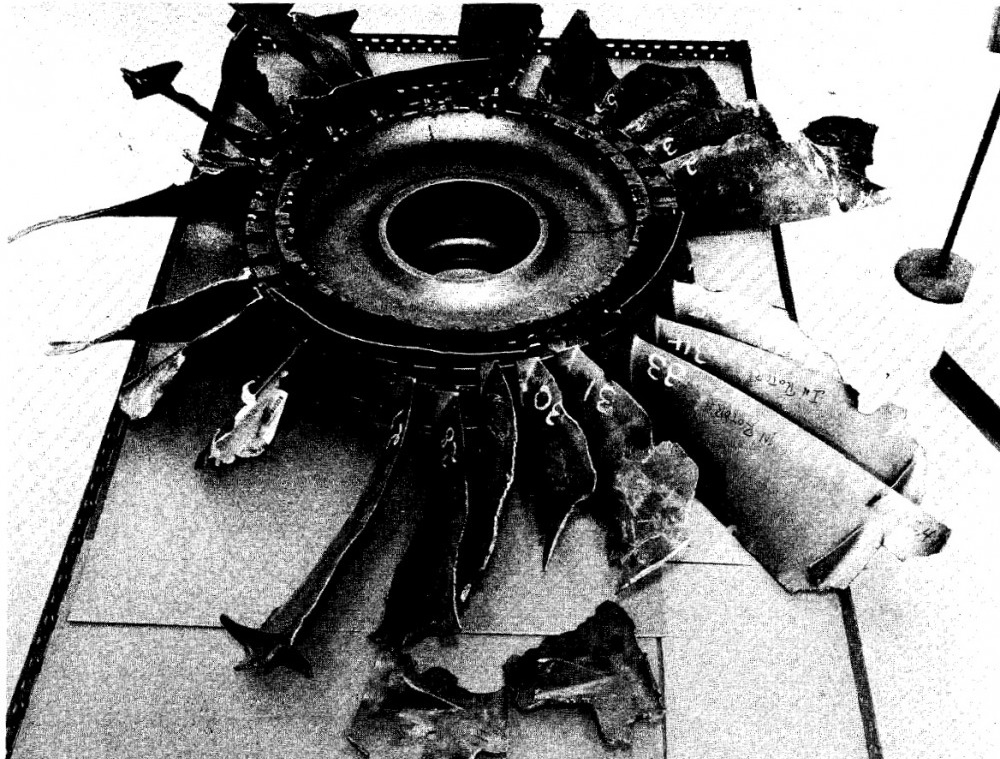
El conjunto de ventilador reconstruido que provocó la falla del motor

La Junta Nacional de Seguridad en el Transporte (NTSB) determinó que la causa probable de este accidente fue la desintegración del conjunto del ventilador del motor n.º 3 como resultado de una interacción entre las puntas de las aspas del ventilador y la carcasa del ventilador. Según la NTSB, "no se pudo determinar de forma concluyente la razón o razones precisas de la aceleración y el inicio de la vibración destructiva", pero se supo lo suficiente para evitar que ocurrieran eventos similares. La velocidad del motor en el momento del accidente provocó que se produjera una onda de resonancia en el conjunto del ventilador cuando las puntas de las aspas del ventilador comenzaron a hacer contacto con la cubierta circundante. El motor fue diseñado para tener una fuerza de retención de las aspas hacia atrás de 18 000 libras (8165 kg) para evitar que las aspas se movieran hacia adelante en sus ranuras de montaje y posteriormente se separaran del disco del ventilador. La fuerza de retención hacia atrás no fue suficiente. Como resultado de este accidente, General Electric rediseñó el motor para que la capacidad de retención de las palas se incrementara a 60 000 libras (27 216 kg), y ese cambio se incorporó a todos los motores que ya estaban en servicio.
Además de esto, se encontró que entre el 8 de agosto y el 12 de septiembre de 1973, se habían reportado quince problemas sobre el tercer motor.El motor había sido retirado del avión para su reparación, y entre su reemplazo y el accidente, la tripulación de vuelo reportó veintiséis fallas más. Se descubrió que los pernos que sujetaban la cubierta frontal, que habían fallado en el accidente, estaban fuera de las tolerancias establecidas. Se envió un equipo de ingeniería para inspeccionar estos motores, y se detectaron seis discrepancias más solo en la flota de National Airlines. Por lo tanto, este equipo se hizo obligatorio para todos los DC-10 de la primera generación para evitar que el problema se repitiera.
La NTSB expresó su preocupación por el experimento no autorizado que la tripulación de vuelo estaba realizando con el sistema del acelerador automático. Se preguntaban de dónde obtenía el sistema las lecturas de potencia del motor y, para comprobar si se trataba de la lectura del tacómetro N1, el ingeniero de vuelo desconectó los tres tacómetros N1 (disyuntores) y ajustó la configuración del acelerador automático. La grabadora de voz de cabina mostró que los motores modificaron su potencia cuando se les pidió, lo que demostró a la tripulación que el sistema provenía de otra fuente de alimentación. Posteriormente, la tripulación restableció manualmente los aceleradores a la potencia de crucero normal antes de que el ingeniero de vuelo cerrara los disyuntores del tacómetro. Se analizó si la tripulación había sobreacelerado accidentalmente el motor al ajustar la potencia sin los tacómetros, pero no hubo pruebas suficientes para emitir un veredicto definitivo. No obstante, "independientemente de la causa de la alta velocidad del ventilador en el momento de la falla, la Junta de Seguridad teme que la tripulación de vuelo estuviera, en efecto, realizando un análisis de fallas no probado en este sistema. Este tipo de experimentación, sin el beneficio de capacitación ni directrices específicas, nunca debería realizarse durante las operaciones de vuelos de pasajeros".